# (32611) Ananyaganesh
2001 QB253 (asteroide 32611) é um asteroide da cintura principal. Possui uma excentricidade de 0.00899600 e uma inclinação de 3.23183º.
Este asteroide foi descoberto no dia 25 de agosto de 2001 por LINEAR em Socorro.